# 円覚寺 (青森県深浦町)
円覚寺（えんがくじ）は、青森県西津軽郡深浦町にある真言宗醍醐派の寺院。山号は春光山。本尊は十一面観音。津軽三十三ヶ所観音霊場の第十番札所である。

## 歴史
創建について『津軽一統志』には「平城帝の大同2年（807年）征夷大将軍坂上田村麿、観音堂を此地に建立し、厩戸皇子の巧妙作となる十一面観世音菩薩像を安置した」とある。
円覚寺の縁起には「清和天皇の貞観10年（868年）円覚法印は大和国の人にて、泰澄大徳の弟子、浄定の末弟なり。修験道を奉じ諸国の霊山を遍歴し、遂に此地に来り、田村麿創建するところの観音堂を再興し茲に草庵をたてて円覚寺と称す」とある。
平安時代、嘉応年中には鎮守府将軍藤原基衡が堂宇を再建したことが棟札などに記されている。
奉納された懸仏の裏に、「年武運長久 平継久」と墨書がある。
室町時代には、至徳2年（1385年）銘の鰐口。永正3年（1506年）には、葛西木庭袋伊予守頼清が堂宇を再建したことが棟札などに記されている。
江戸時代初期、笏谷石製の宝篋印塔
江戸時代には、津軽藩の祈祷寺院となり歴代藩主の庇護の元、堂宇の修復再建がされていた。
主な修復を挙げると、
- 寛永元年（1624年） 2代藩主津軽信牧が本尊台座、光背を彫刻寄進。
- 寛永 2年（1625年） 2代藩主津軽信牧が堂宇を再建。
- 明暦元年（1655年） 3代藩主津軽信義が堂宇を修復。
- 寛文 7年（1667年） 4代藩主津軽信政が堂宇を再建。本尊に彩色箔仏荘厳。
- 元禄13年（1700年） 4代藩主津軽信政が堂宇を再建。
- 享保13年（1728年） 5代藩主津軽信寿が堂宇を修復。

このような奉納物から、各時代において豪族の庇護があったことがうかがえる。

## 伽藍
- 本堂 - 大正9年（1920年）建立
- 金毘羅堂 - 天保7年（1836年）建立

- 薬師堂 - 弘化4年（1847年）建立
- 山門 - 大正9年（1920年）建立

## 文化財

### 重要文化財（国指定）
- 円覚寺薬師堂内厨子

### 重要有形民俗文化財（国指定）
- 円覚寺奉納海上信仰資料

### 青森県重宝
- 鰐口
- 絹本著色聖宝僧正像
- 円覚寺宝篋印塔
- 円覚寺真言・修験聖教類及び文書

## 澗口観音としての信仰
江戸時代には、深浦湊は津軽藩の四浦の一つとなり、北前船交易の寄港地となった。その商人や船乗りの寄進も数多くあった。
境内に「竜灯杉」と呼ばれる巨木があり、日本海を航行する船の目印になったという。
澗口観音を日頃から信心すれば闇夜においては光を放って守護したといい、漁師達からは「助けの杉」と呼ばれていた。また、難破する船の絶えない日本海で大時化にあった時には、船頭水主たちが髷を切り一心に念ずれば梢から光を灯し海難から救ったという。

## 交通アクセス
- JR東日本五能線深浦駅下車徒歩20分